# Искарска клисура
Искарска клисура је једина клисура на Старој планини коју ствара река Искар. Кроз клисуру пролази пут и двострука електрификована железничка пруга, кроз коју се одвија главни саобраћај између дунавске равнице и Софије.
Искарска клисура је најдужа и најупечатљивија клисура у Бугарској. Клисура у свом главном делу почиње на 520 м надморске висине и завршава се код Мездре на 210 м надморске висине. У клисури се налази низ природних феномена и лепота, као што су манастир Черепиш и 7.000 година стар Археолошки комплекс Калето код Мездре.